# Oreolalax chuanbeiensis
Oreolalax chuanbeiensis är en groddjursart som beskrevs av Tian 1983. Oreolalax chuanbeiensis ingår i släktet Oreolalax och familjen Megophryidae. IUCN kategoriserar arten globalt som starkt hotad. Inga underarter finns listade i Catalogue of Life.